# مور یوکائی

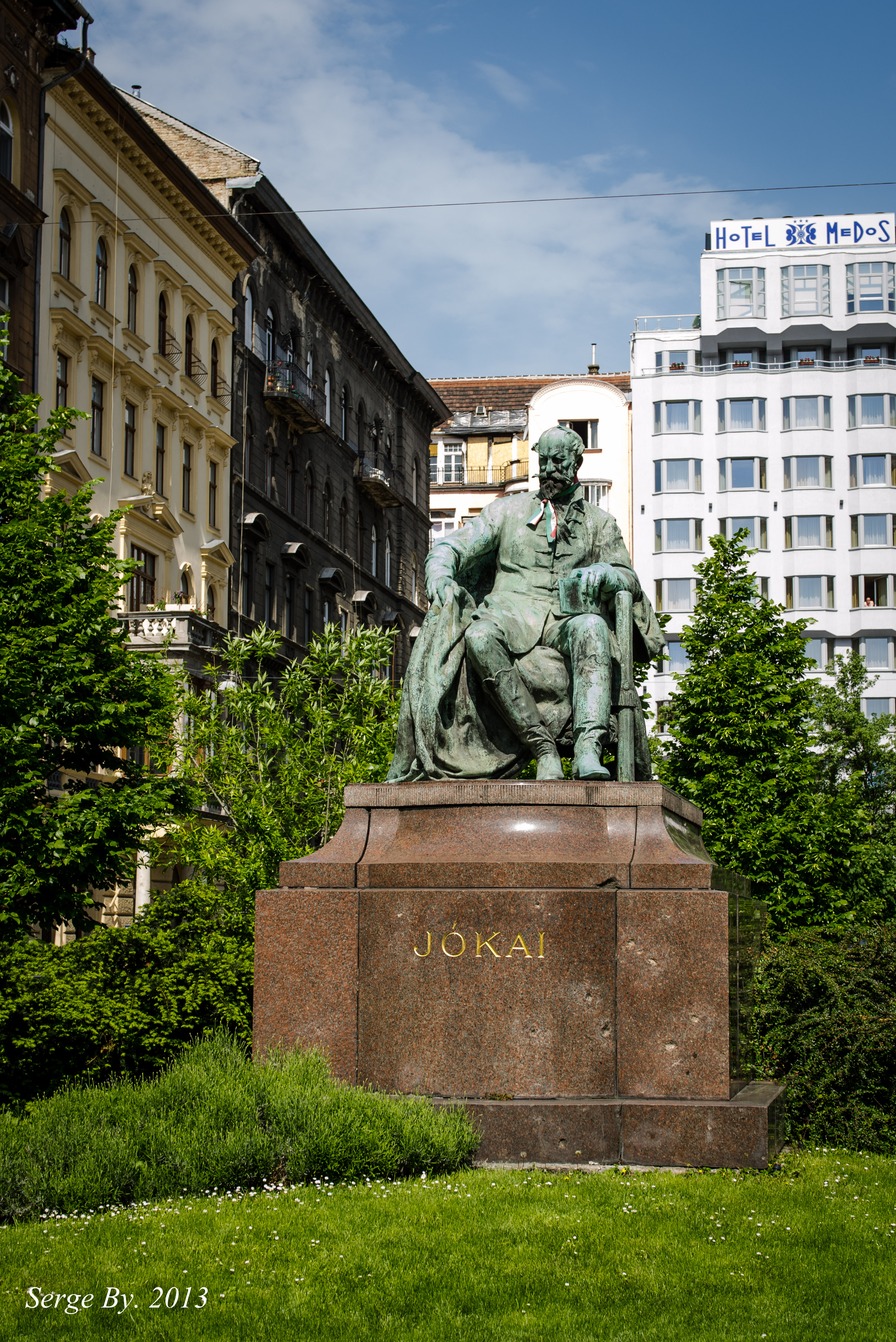
میدان یوکائی، ناحیهٔ شش بوداپست

مور یوکائی (مجاری: Jókai Mór، زادهٔ کُمارُم ۱۸ فوریه ۱۸۲۵ با نام اصلی موریتس یوکائی – درگذشتهٔ بوداپست ۵ مه ۱۹۰۴) یکی از مبارزان انقلاب ۱۸۴۸ در پشت، رمان‌نویس، عضو پارلمان و از اعضای هیئت مدیره فرهنگستان علوم اهل مجارستان بود. رمان‌های عاشقانه یوکائی در میان نخبگان انگلستان دوره ویکتوریا و به‌ویژه نزد خود ملکه ویکتوریا بسیار محبوب بودند. او اغلب در مطبوعات بریتانیایی قرن نوزدهم با چارلز دیکنز مقایسه می‌شد.

## زندگی‌نامه
یوکائی در ۱۸ فوریه ۱۸۲۵ در کُمارُم، پادشاهی مجارستان در یک خانواده اشرافی خرده‌مالک پیرو کالوینیسم زاده شد.
نام اصلی وی در شناسنامه موریتس یوکائی ثبت شد؛ روایت است که اولین بار نامه‌ای به او از طرف یکی از نویسندگان همکارش به نام لورینتس تُت، رسید و با عنوان مور یوکائی خطاب شده بود، که باعث آزردگی او شد و پاسخ را به «آقای لور تُت» نوشت. بعداً به اصرار شاندور پتوفی از تخلص مور یوکائی استفاده کرد.
او پس از ۱۵ مارس ۱۸۴۸، انتهای نام خانوادگی خود را از y به i تغییر داد که نشان از تمایلش برای طرد مزایای اشرافی بود؛ او مشهورترین رمان‌های خود را با نام جدیدش نوشته‌است.
تحصیلات ابتدایی خود را یوکائی در زادگاهش در ۱۸۳۱ آغاز کرد. در ۱۸۳۵، برای یادگیری زبان آلمانی به پرسبورگ فرستاده شد. در آن زمان، معلم، جوانان را از صحبت کردن و خواندن به زبان مجاری به‌شدت منع می‌کرد. یوکائی علاوه بر زبان آلمانی، لاتین را به خوبی یادگرفت و همچنین شروع به یادگیری یونانی کرد؛ او دانش آموز ممتازی بود. در ۱۸۳۷، پس از بازگشت به خانه، پدر محبوبش را از دست داد. آن زمان ۱۲ ساله بود و خانواده‌اش در نظر داشتند که او نیز مانند پدرش حرفهٔ وکالت را دنبال کند. پس از آن دوره‌های درسی معمول را در کچکمت و پِشت طی کرد و اولین پرونده خود را به عنوان یک وکیل تمام عیار برنده شد؛ در این بین توسط شاندور پتوفی، به انجمن ادبی پِشت معرفی شد.
در کچکمت هنوز درگیر نوشتن نبود، بلکه می‌خواست استعداد خود را در نقاشی بیازماید. او تراژدی تاریخی پسر یهودی را در سال ۱۸۴۲ برای مناقصهٔ تئاتر ملی نوشت و در ۱۸۴۳ آن را به فرهنگستان علوم فرستاد؛ اگرچه جایزهٔ مسابقه را نبرد ولی رمان دیگری با عنوان: روزهای هفته نوشت که سرانجام در سال ۱۸۴۶ منتشر شد.
یوکائی در ۲۹ اوت ۱۸۴۸ با رُزا لابُرفالوی، هنرپیشه ازدواج کرد. در آغاز انقلاب ۱۸۴۸، با آرمان‌ها و شور ملی‌گرایی به حمایت از تصمیم کُشوت برای خلع سلسله دودمان هابسبورگ وارد مبارزه شد. او در اوت ۱۸۴۹ در تسلیم ویلاگوش (شیریای کنونی رومانی) حضور داشت. برای امان از زندان قصد خودکشی کرد، اما به کمک همسرش در سفری دشوار با پای پیاده از طریق روسیه به پِشت بازگشت.
تا چهارده سال بعد از شکست انقلاب، یوکائی به عنوان متهم سیاسی وقت خود را صرف ادبیات و زبان مجاری کرد و حدود سی رمان و همچنین تعدادی داستان، مقاله و نقد نوشت؛ شاهکارهایی مانند عصر طلایی ترانسیلوانی، ترک‌ها در مجارستان، یک نواب مجار، زُلتان کارپاتی، آخرین روزهای ینی‌چری‌ها و روزهای غمگین.
پس از سازش اتریشی-مجاری ۱۸۶۷ در مسائل سیاسی به مشارکت پرداخت. او به‌عنوان یکی از حامیان دائمی دولت ایشتوان تیسا، نه تنها در پارلمان که بیش از بیست سال به‌طور مداوم در آن حضور داشت، بلکه به عنوان سردبیر ارگان دولت و بنیانگذار آن، به‌نام هون، در ۱۸۶۳ به شخصی قدرتمند در دولت تبدیل شد. در سال ۱۸۹۷ فرانتس یوزف او را به عضویت مجلس اعلا درآورد.
سیزده سال پس از درگذشت همسرش در ۱۸۹۹ با بِلا نادی، بازیگری جوان ازدواج کرد که رسوایی در سراسر کشور به دنبال داشت.
یوکائی در ۵ مه ۱۹۰۴ در بوداپست درگذشت؛ با همسر اولش هر دو در گورستان کرپشی به خاک سپرده شدند.

## آثار
رمان قرن آینده که در سال‌های ۱۹۵۲ تا ۲۰۰۰ اتفاق می‌افتد، اثری علمی-تخیلی از یوکائی چاپ ۱۸۷۲ است؛ اگرچه از موفق‌ترین آثار او نیست، اما سندی جالب و ارزشمند در مورد چگونگی تصور نویسندهٔ برجسته مجارستان آن زمان از قرن آینده در دهه ۱۸۷۰ است. طبق سیاست‌های فرهنگی کمونیسم این اثر ممنوع اعلام شد؛ اولین ویراست انتقادی آن در ۱۹۸۲ به چاپ رسید.
پسران مردی که قلبش از سنگ بود، مرد طلا، صحنه‌های نبرد، آنجا که پول خدا نیست و فقیران ثروتمند از آثار به‌نام یوکائی هستند.
احمد شاملو فصل اول کتاب پسران مردی که قلبش از سنگ بود را یا عنوان «مردی که قلبش از سنگ بود» در ۱۳۳۲ ترجمه کرد که سالها بعد نشر ثالث آن را منتشر کرده‌است.

## اقتباس‌ها
از داستان بارون کولی یوکائی انیمیشنی به نام سافی با کارگردانی آتیلا دارگای محصول سال ۱۹۸۴ ساخته شده‌است.

## یادداشت
1. ↑  امروز اسلواکی، کمارنو
2. ↑  Zsidó Fiú
3. ↑  Hétköznapok
4. ↑  Erdély aranykora
5. ↑  Török világ Magyarországon
6. ↑  Egy magyar nábob
7. ↑  Kárpáthy Zoltán
8. ↑  Janicsárok végnapjai
9. ↑  Szomorú napok
10. ↑  A jövő század regénye
11. ↑  A kőszívű ember fiai
12. ↑  Az arany ember
13. ↑  Forradalmi és csataképek
14. ↑  Ahol a pénz nem isten
15. ↑  Gazdag szegények
16. ↑  A cigánybáró